# Padjejaure (Jokkmokks socken, Lappland, 734936-168835)
Padjejaure är en sjö i Jokkmokks kommun i Lappland och ingår i Piteälvens huvudavrinningsområde. Sjön har en area på 0,162 kvadratkilometer och ligger 378,7 meter över havet. Padjejaure ligger i Piteälven Natura 2000-område.

## Delavrinningsområde
Padjejaure ingår i det delavrinningsområde (735110-168947) som SMHI kallar för Mynnar i Vitbäcken. Medelhöjden är 427 meter över havet och ytan är 31,72 kvadratkilometer. Det finns inga avrinningsområden uppströms utan avrinningsområdet är högsta punkten. Kvarnbäcken som avvattnar avrinningsområdet har biflödesordning 4, vilket innebär att vattnet flödar genom totalt 4 vattendrag innan det når havet efter 135 kilometer. Avrinningsområdet består mestadels av skog (74 procent) och sankmarker (15 procent). Avrinningsområdet har 1,94 kvadratkilometer vattenytor vilket ger det en sjöprocent på 6,1 procent.